# الأممية الاشتراكية
الأممية الاشتراكية هي منظمة سياسية دولية تضم في عضويتها مجموعة من الأحزاب السياسية ذات التوجه الديمقراطي الاجتماعي أو الاشتراكي أو العمالي. تضم المنظمة (في 2013) في عضويتها 162 منظمة وحزباً سياسياً من القارات الخمس.

## تاريخها
تأسست في مؤتمر هامبورغ عام 1923 بعد ان فشلت محاولات المصالحة بين قيادة الأممية الثانية التي انحلت بفعل الحرب العالمية الأولى والأممية الثالثة التي تأسست عام 1918، ونشأت عن التقاء قيادة الأممية الثانية مع الاتحاد الأممي للأحزاب الاشتراكية بقيادة فريدريش آدلر الذي تولى سكرتاريا الأممية في الأعوام 1923 إلى 1940. انعقدت آخر ندوات الأممية العمالية والاشتراكية بالعاصمة الفرنسية باريس عام 1933. ولم يتسن لها الانعقاد من جديد بعد ذلك إذ ظهرت في صلبها غداة الحرب العالمية الثانية تباينات بخصوص الموقف من الاتحاد السوفيتي، وتفاقمت التباينات بفعل الخلاف حول الموقف من اجتياح النازيين تشيكوسلوفاكيا في آذار/مارس 1939 وادت إلى استقالة قيادتها. بعد حلها في نوفمبر 1947 انعقدت عدة ندوات غير حاسمة بشأن التنسيق بين توجهات الأحزاب التي كانت عضوا بها، إلى أن تم الإعلان عن ميلاد الدولية الاشتراكية خلال الندوة التي انعقدت في لندن في نوفمبر 1951.

## أعضاؤها
- تضم الاشتراكية الدولية أعضاء كاملي الحقوق وأعضاء مستشارين وملاحظين.

من الأحزاب التي تنتمي إلى الصنف الأول: جبهة القوى الاشتراكية الجزائرية، الاتحاد الاشتراكي للقوات الشعبية المغربي الحزب الوطني الديمقراطي الحاكم (سابقاً) في مصر، الحزب الاشتراكي الحاكم في فرنسا، الحزب الديمقراطي الاشتراكي الألماني، التجمع الدستوري الديمقراطي الحاكم (سابقاً) بتونس، حزب الشعب الجمهوري بتركيا، حزب العمل الإسرائيلي الحزب الاشتراكي اليمني الاتحاد الوطني الكردستاني
- من الأحزاب المستشارة: حركة فتح بفلسطين، التكتل الديمقراطي من أجل العمل والحريات بـ تونس...

## مؤتمراتها
عقدت الاشتراكية الدولية فيما بين 1951 و2003 21 مؤتمرا أولها بلندن، وآخرها بساوباولو بالبرازيل في أكتوبر 2003.

## مواضيع ذات صلة
- ديمقراطية اشتراكية
- اشتراكية ديمقراطية
- اشتراكية ليبرالية
- ليبرالية اجتماعية
- اقتصاد مختلط
- اقتصاد السوق الاجتماعي